# Guiorgui Kushitashvili
Guiorgui Kushitashvili –en georgiano: გიორგი ყუშიტაშვილი– (Patardzeuli, 17 de noviembre de 1995) es un deportista georgiano que compite en boxeo.
Ganó una medalla de bronce en el Campeonato Mundial de Boxeo Aficionado de 2023 y una medalla de oro en el Campeonato Europeo de Boxeo Aficionado de 2022, ambas en el peso crucero.

## Palmarés internacional
| Campeonato Mundial | Campeonato Mundial   | Campeonato Mundial | Campeonato Mundial |
| Año                | Lugar                | Medalla            | Categoría          |
| ------------------ | -------------------- | ------------------ | ------------------ |
| 2023               | Taskent (Uzbekistán) | Medalla de bronce  | 86 kg              |
| Campeonato Europeo |                      |                    |                    |
| Año                | Lugar                | Medalla            | Categoría          |
| 2022               | Ereván (Armenia)     | Medalla de oro     | 86 kg              |